# Synagoge (Innsbruck)

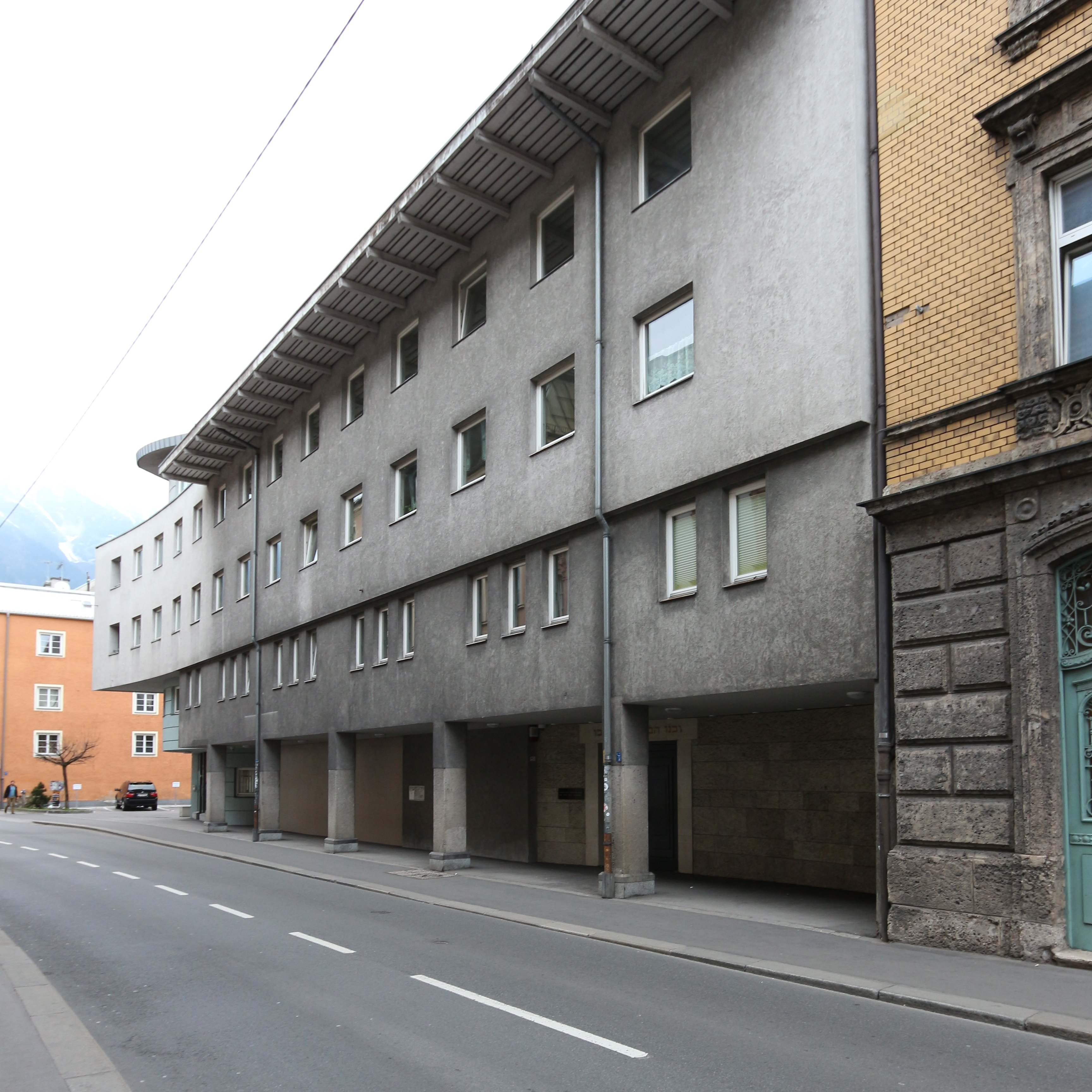
Außenansicht

Die Synagoge Innsbruck ist die Hauptsynagoge der Israelitischen Kultusgemeinde für Tirol und Vorarlberg in Innsbruck im österreichischen Bundesland Tirol.

## Geschichte
Die jüdische Gemeinde Innsbruck bestand seit dem 14. Jahrhundert hauptsächlich aus einzelnen Familien, die in unregelmäßigen Abständen mit teuer erkauften Privilegien in der Stadt wohnen durften. Die nächstgelegene funktionierende jüdische Gemeinde war jene von Hohenems, wo es sowohl eine Synagoge als auch einen matrikenführenden Rabbiner gab. Erst die Staatsgrundgesetze von 1867 ermöglichten es jüdischen Bürgern in der Monarchie, ihren Wohnsitz frei zu wählen.

### Alte Synagoge
Im Jahre 1910 mietete die Israelitische Gemeinde in Innsbruck in der Sillgasse 15 mehrere Räume als Betsaal. Die Räumlichkeiten waren aber von Anfang an für die Gemeinde zu knapp bemessen. Vom Innenraum dieser provisorischen Synagoge existiert heute kein bekanntes Foto.
Im Jahre 1912 erwarb die Gemeinde ein Grundstück in der Gutenbergstraße im Stadtteil Saggen für den Bau einer Synagoge. Das angesparte Geld für den Bau ging aber verloren, weil die Gemeinde zu Anfang des Ersten Weltkrieges das Guthaben in eine Kriegsanleihe investierte. 
Im Jahre 1930 waren die Finanzen der Gemeinde saniert und es wurde der Architekt Franz Baumann für die Planung der Synagoge im Saggen beauftragt. Die Pläne wurden aber nicht ausgeführt, der Baugrund wurde 1936 wieder verkauft.
Während der Novemberpogrome 1938, in der Pogromnacht vom 9. auf den 10. November 1938, wurde der Großteil des Vorstandes der Kultusgemeinde ermordet. Die Innenräume des Gebäudes in der Sillgasse 15 wurden verwüstet und das Inventar nach Wien verschleppt. Ein Bomberangriff der Alliierten im Zweiten Weltkrieg traf 1943 das Haus in der Sillgasse 15. 1962 wurde es endgültig abgerissen und auf dem Gelände entstanden Parkplätze. Ein Gedenkstein erinnerte an die Synagoge. 

### Neue Synagoge
Im Jahre 1983 plante die Stadt die Errichtung eines Wohnhauses. In weiteren Gesprächen zwischen der Stadt, dem Land Tirol, Bischof Reinhold Stecher und der Gemeinde wurde die Idee geboren, wieder eine Synagoge an der Stelle zu errichten. 1993 wurde nach der Grundsteinlegung 1991 die Synagoge mit einem großen Fest eingeweiht.

## Bauwerk

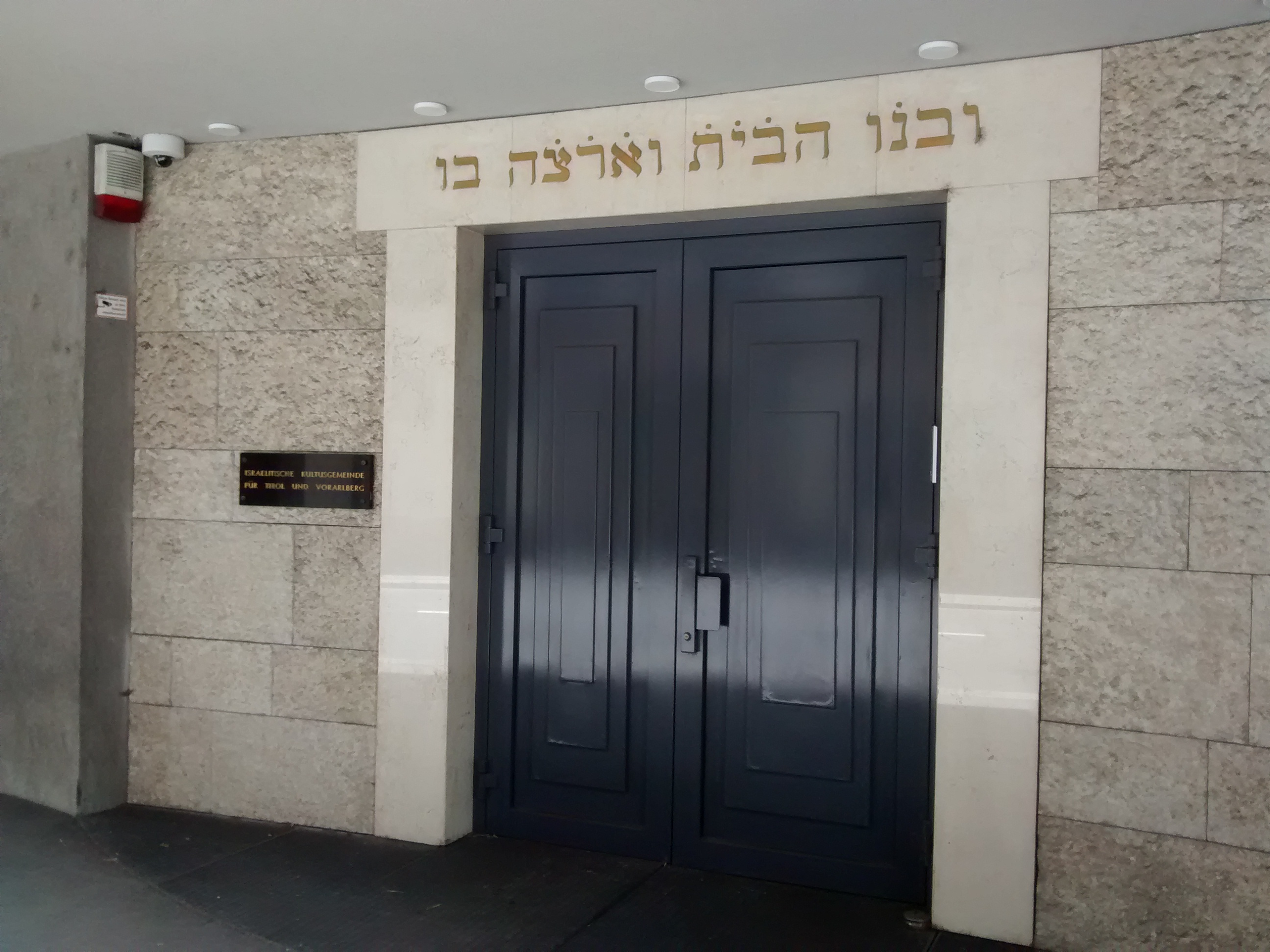
Eingang zur Synagoge

Über dem Türpfosten des Eingangs steht „Baut mir dieses Haus und ich werde darin wohnen“. Das Deckengewölbe der Synagoge zeigt den Sternenhimmel am 21. März 1993, dem Tag der Einweihung. Der restliche Gebetsraum ist mit naturbelassenem Marmor verkleidet. An der Ostwand befindet sich ein Toraschrein. Die Torarollen sind aus Prag. Der Toravorhang ist aus dem Jahre 1899 und wurde von Innsbrucker Frauen für die alte Synagoge gefertigt und gestiftet. Die Chanukkaleuchter sind ein Geschenk des Altbischofs Stecher.
Die Israelitische Kultusgemeinde hat ihren Sitz in Innsbruck und bestand 2012 aus ungefähr 150 Personen.